# Lijst van voetbalinterlands Engeland - Servië en Montenegro
Deze lijst van voetbalinterlands is een overzicht van alle officièle voetbalwedstrijden tussen de nationale teams van Engeland en Servië en Montenegro. De landen speelden in totaal een keer tegen elkaar. Dat was een vriendschappelijke wedstrijd op 3 juni 2003 in Leicester.

## Wedstrijden
| № | Plaats    | Datum       | Competitie        | Wedstrijd                       | Uitslag |
| - | --------- | ----------- | ----------------- | ------------------------------- | ------- |
| 1 | Leicester | 3 juni 2003 | Vriendschappelijk | Engeland – Servië en Montenegro | 2 – 1   |

## Samenvatting
| Competitie        | Totaal gespeeld | Winst Engeland | Gelijk | Winst Servië en M. | Doelsaldo Engeland – Servië en M. |
| ----------------- | --------------- | -------------- | ------ | ------------------ | --------------------------------- |
| Vriendschappelijk | 1               | 1              | 0      | 0                  | 2 − 1                             |
| Totaal            | 1               | 1              | 0      | 0                  | 2 − 1                             |

Wedstrijden bepaald door strafschoppen worden, in lijn met de FIFA, als een gelijkspel gerekend.

## Details

### Eerste ontmoeting
| Vriendschappelijk (Leicester, Engeland, 3 juni 2003): |              | |
| Engeland | 2 – 1        | Servië en Montenegro |
| Steven Gerrard 35' Joe Cole 82' | goals        | 45' Nenad Jestrović |
| Sven-Göran Eriksson | bondscoach   | Dejan Savićević |
| David James Danny Mills 62' Gareth Southgate 46' Matthew Upson 85' Ashley Cole 46' Phil Neville 88' Steven Gerrard 46' Frank Lampard 62' Paul Scholes 46' Michael Owen 46' Emile Heskey 62' | opstellingen | 67' Dragoslav Jevrić 46' Zoran Mirković 82' Nemanja Vidić 50' Dejan Stefanović 68' Slobodan Marković 46' Igor Duljaj 46' Nenad Kovačević 46' Boban Dmitrović 68' Sasa Ilić 46' Zvonimir Vukić 74' Nenad Jestrović |
| John Terry 46' Wayne Bridge 46' Jermaine Jenas 46' Owen Hargreaves 46' Wayne Rooney 46' Jamie Carragher 62' Joe Cole 62' Darius Vassell 62' Gareth Barry 85' James Beattie 88'              | wissels      | 46' Nenad Brnović 46' Branko Bošković 46' Nikola Malbaša 46' Goran Trobok 46' Nenad Đorđević 50' Mladen Krstajić 67' Dragan Žilić 68' Zoran Njeguš 68' Predrag Mijatović 74' Savo Milošević 82' Darko Kovačević   |
| | gele kaarten | 81' Nemanja Vidić |
| - Debuut van John Terry (Chelsea) voor Engeland. |              | |